# Fuentelviejo
Fuentelviejo ist ein Ort und eine Gemeinde (municipio) mit 56 Einwohnern (Stand: 2024) im Südwesten der Provinz Guadalajara in der Autonomen Gemeinschaft Kastilien-La Mancha.

## Lage und Klima
Fuentelviejo liegt in einer Höhe von ca. 885 m in der Kulturlandschaft der Alcarria. Die Entfernung zur nordwestlich gelegenen Provinzhauptstadt Guadalajara beträgt etwa 20 Kilometer (Fahrtstrecke). Das Klima ist gemäßigt bis warm; Regen (578 mm/Jahr) fällt übers Jahr verteilt.

## Bevölkerungsentwicklung
| Jahr      | 1970 | 1981 | 1991 | 2001 | 2011 | 2021 |
| Einwohner | 100  | 68   | 76   | 57   | 49   | 52   |

## Sehenswürdigkeiten

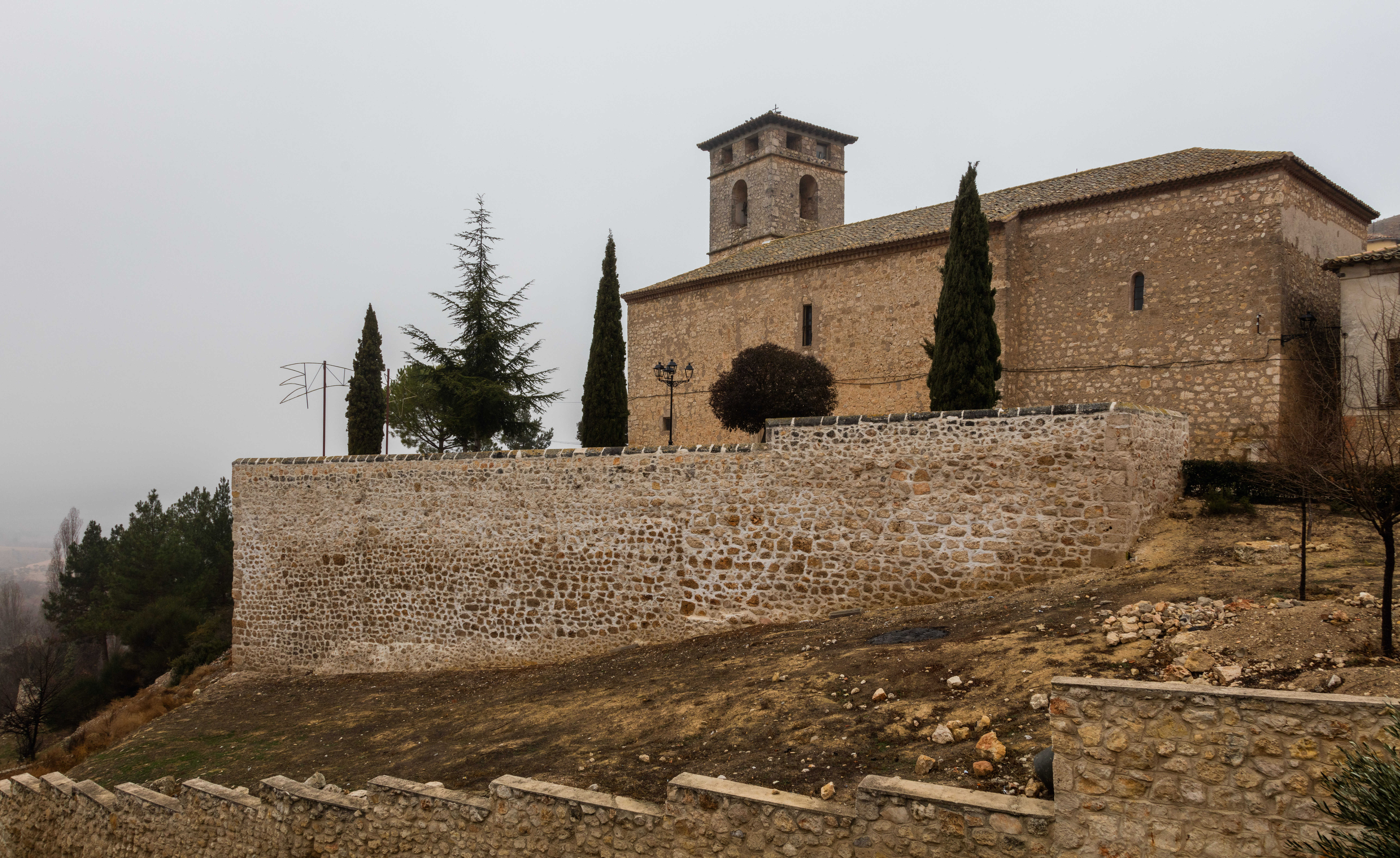
Michaeliskirche
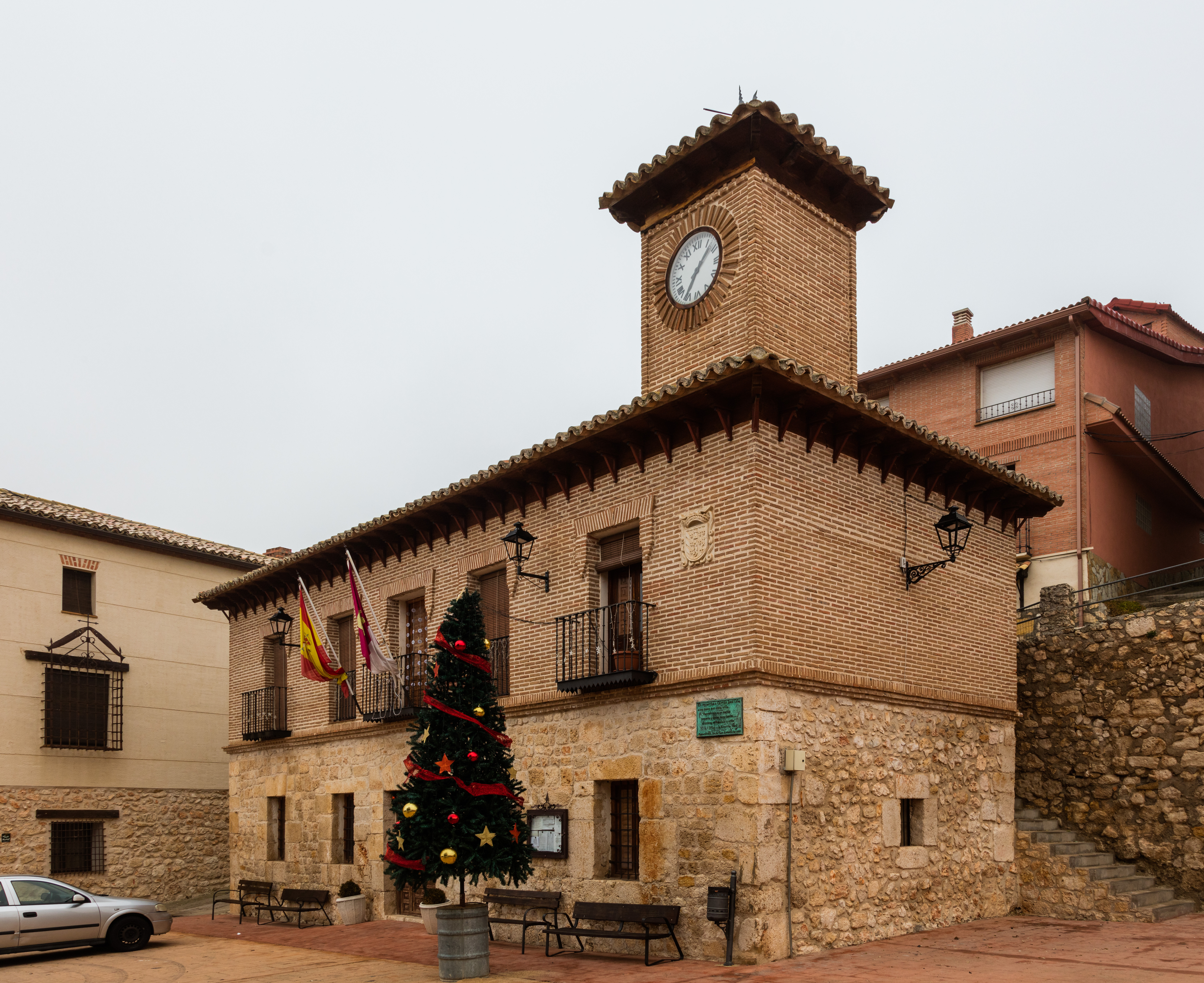
Rathaus

- Michaeliskirche
- Rathaus